# Сюткин, Павел Павлович

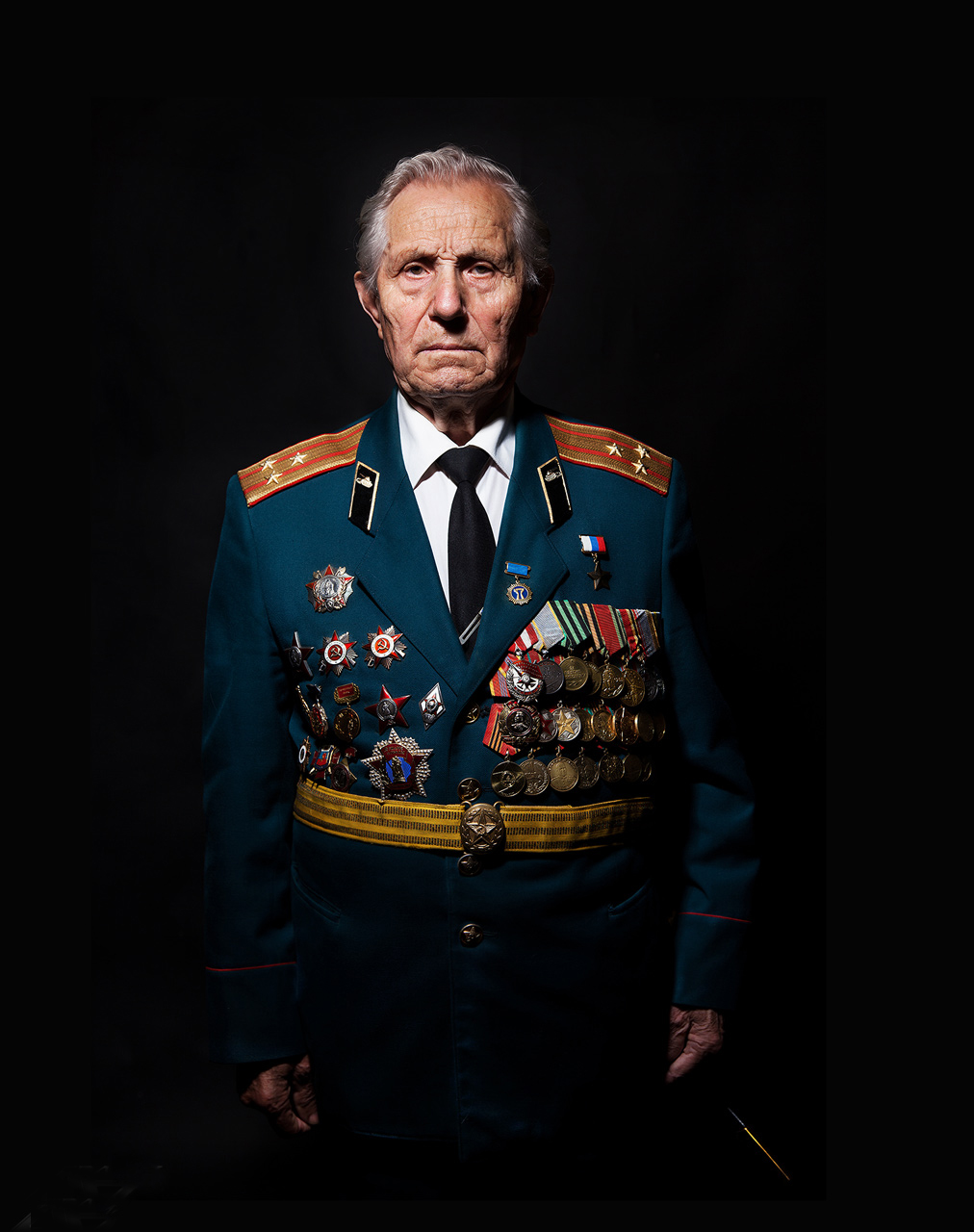

Па́вел Па́влович Сю́ткин (род. 19 июня 1922, Слободской уезд, Вятская губерния) — советский военный деятель, артиллерист, участник Великой Отечественной войны, полковник в отставке. Герой Российской Федерации (7 марта 2008 года).

## Биография

### Ранние годы
Павел Сюткин родился 19 июня 1922 года в деревне Заполена Редькинской волости Слободского уезда. По национальности — русский. Детство провёл в деревне Бобино в Вятской волости Вятского уезда (с 1929 года — в Вятском округе Нижегородского края, ныне Слободского района Кировской области), воспитывался матерью-одиночкой, оставшейся с двумя детьми. Начинал учёбу в сельской школе, но в 1932 году его семья переехала в Тюмень, где он уже и окончил 10 классов.
С 1939 по 1941 год Сюткин работал матросом рейдового буксира «Орёл» Тюменского речного порта и Обь-Енисейской речной экспедиции, с 1941 по 1942 год трудился на тюменском заводе № 762 «Механик» (ныне Тюменский станкостроительный завод).

### В Великую Отечественную войну
В сентябре 1942 года добровольцем вступил в ряды Красной Армии. Участник Великой Отечественной войны, прошел боевой путь от Брянщины до Восточной Пруссии.
Воевал в составе 1539-го тяжёлого самоходно-артиллерийского полка командиром СУ-152, позднее командовал батареей САУ 373-го гвардейского тяжёлого самоходно-артиллерийского Идрицкого дважды Краснознамённого ордена Кутузова полка 3-го Белорусского фронта.
Поощрялся за образцовое выполнение заданий командования в боях с немецкими захватчиками:
- за овладение городами Даугавпилс (Двинск) и Резекне (Режица) и проявленные при этом доблесть и мужество;
- За образцовое выполнение заданий командования в боях при прорыве обороны немцев и вторжении в пределы Восточной Пруссии, проявленные при этом доблесть и мужество;
- За образцовое выполнение заданий командования в боях с немецкими захватчиками при овладении городом и крепостью Пиллау.

В Восточно-Прусской наступательной операции батарея П. Сюткина уничтожила 9 танков, 10 бронетранспортёров, 12 артиллерийских орудий, 8 шестиствольных миномётов, разбила 10 дзотов и уничтожила около 500 гитлеровцев.
Был дважды (1945 и 1946 гг.) представлен к званию Героя Советского Союза, но награждение так и не было осуществлено из-за ошибки в документах.

### После войны
После окончания войны Павел Сюткин продолжил службу в армии. В 1951 году он окончил Военную академию тыла и транспорта, после чего служил на различных должностях. Последняя должность в войсках — заместитель командира дивизии по тылу. После выхода в запас жил в Эстонии. В 1992 году решил перебраться в Российскую Федерацию, продал эстонскую квартиру и вложил деньги в долевое строительство. Был обманут, остался без жилья, в течение трёх лет жил в сторожке, нищенствовал. В 1995 году по приглашению родственников переехал в город Сочи, где в течение последующих 14-ти лет жил на балконе съёмной квартиры.

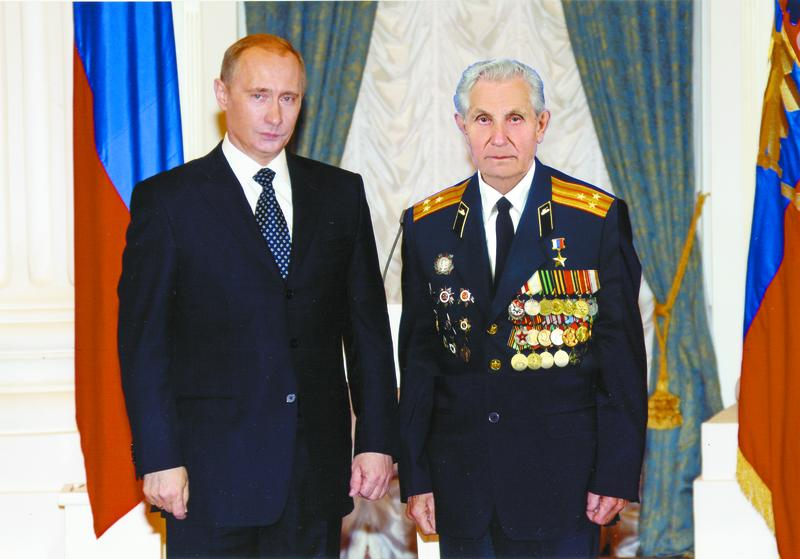
Церемония вручения государственных наград в Кремле. Президент России Владимир Путин вручает Павлу Сюткину медаль «Золотая Звезда»

Неоднократно обращался с просьбой восстановить справедливость в отношении присвоения ему звания Героя. Писал в Министерство обороны России, Главное управление кадров данного ведомства, также в его Центральный архив и другие инстанции, но ответа не последовало. Затем группа ветеранов Великой Отечественной войны отправила письмо Президенту России с просьбой лично разобраться в данной ситуации и восстановить справедливость. И только после этого справедливость наконец восторжествовала, через 63 года после окончания войны.
Указом Президента Российской Федерации от 7 марта 2008 года за мужество и героизм, проявленные в борьбе с немецко-фашистскими захватчиками в Великой Отечественной войне 1941—1945 годов, полковнику в отставке Павлу Павловичу Сюткину было присвоено звание Героя Российской Федерации.
29 апреля 2008 года, в канун празднования 63-й годовщины Великой Победы, на торжественной церемонии награждения государственными наградами в Кремле, Президент России Владимир Путин вручил Павлу Сюткину заслуженную награду — медаль «Золотая Звезда».
Павел Сюткин живёт в городе Сочи Краснодарского края. В 2009 году, после 14-ти лет бездомной жизни, получил от государства новую квартиру. Ведёт активную общественную деятельность, участвует в различных памятных и торжественных мероприятиях.

## Награды

### Награды Российской Федерации

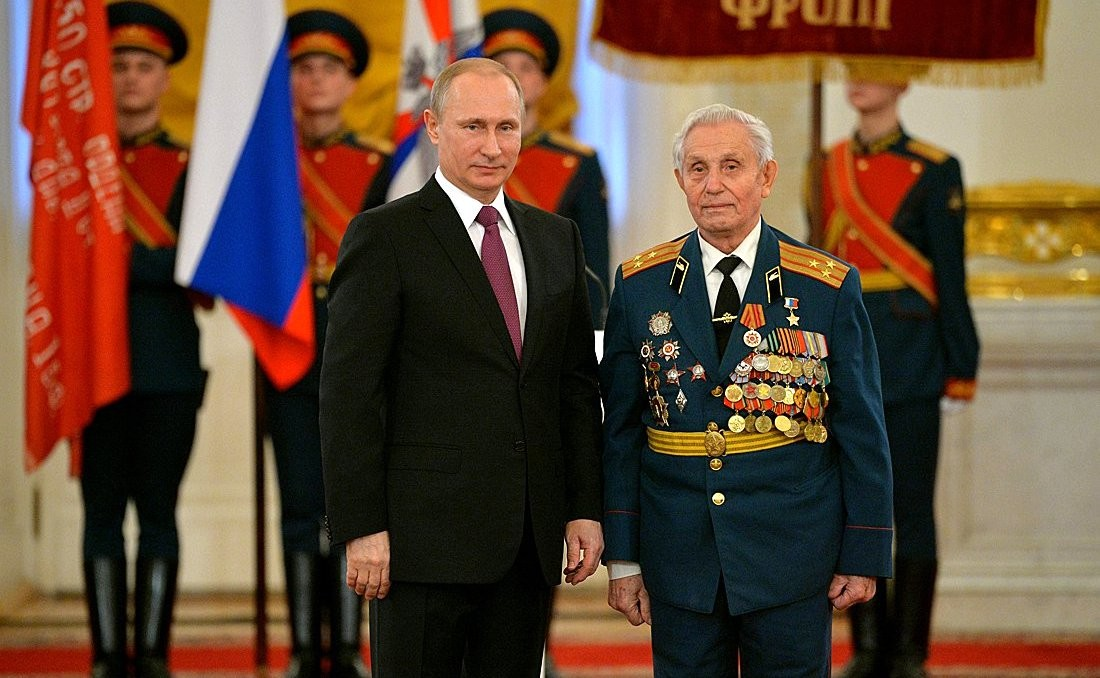
Вручение Павлу Сюткину юбилейной медали «70 лет Победы в Великой Отечественной войне 1941—1945 годов».
20 февраля 2015 г.

- Герой Российской Федерации (7 марта 2008 года)
- орден Почёта
- медаль Жукова
- памятные и юбилейные медали

### Награды СССР
- орден Красного Знамени (14 февраля 1945 года)[18]
- орден Александра Невского (27 октября 1944 года)[19]
- 2 ордена Отечественной войны I степени (21 мая 1944 года[20], 11 марта 1985 года[21])
- 2 ордена Красной Звезды (5 февраля 1944 года[22], 20 декабря 1966 года)
- медаль «За боевые заслуги»
- медаль «За взятие Кёнигсберга»
- медаль «За освоение целинных земель»
- другие медали

## Комментарии
1. ↑  Деревня Заполена, относившаяся к Редькинской волости Слободского уезда, в последующем входила в состав Троицкого сельсовета Поломского района; не сохранилась, ныне — урочище Заполье в Белохолуницком районе Кировской области[3].